# アイダ・シュトゥッキ
アイダ・シュトゥッキ＝ピラッチーニ（Aida Stucki - Piraccini, 1921年2月19日 - 2011年6月9日）は、エジプト出身のヴァイオリン奏者  。

## 経歴
カイロの生まれ。父の故郷であるヴィンタートゥールでエルンスト・ヴォルタースに、チューリッヒでシュテフィ・ゲイエルに、ルツェルンでフレッシュ・カーロイの各氏に薫陶を受ける。1940年にジュネーヴ国際音楽コンクールのヴァイオリン部門で入賞。1945年から1950年までクララ・ハスキルとデュオを組んだ。1959年から夫のジュゼッペ・ピラッチーニらと弦楽四重奏団を結成した。
1948年からヴィンタートゥール音楽院で教鞭をとり、弟子にはウルズラ・バグダザルヤンツやアンネ＝ゾフィー・ムターらがいる。1983年に引退した。
ヴィンタートゥールにて没。